# Сальнес
Сальнес (исп. El Salnés,  галис. O Salnés)  — район (комарка) в Испании, входит в провинцию Понтеведра в составе автономного сообщества Галисия.

## Муниципалитеты
1. Ла-Исла-де-Ароса
2. Вильягарсиа-де-Ароса
3. Вильянуэва-де-Ароса
4. Рибадумиа
5. Камбадос
6. Меаньо
7. Мейс (Понтеведра)
8. Санхенхо
9. Эль-Грове